# Hermann Bondi
Hermann Bondi (Vienna, 1º novembre 1919 – Cambridge, 10 settembre 2005) è stato un matematico, fisico e cosmologo austriaco naturalizzato inglese.
È conosciuto come lo sviluppatore della Teoria dello stato stazionario dell'universo in collaborazione con Fred Hoyle, in alternativa al modello del Big Bang. La sua eredità intellettuale più importante è dovuta però ai suoi lavori sulla teoria della relatività generale. Fu tra i suoi allievi Felix Pirani.

## Gioventù e studi iniziali
Bondi nacque in Austria da una famiglia di origine ebraica. Suo padre era medico. Crebbe a Vienna, dove studiò al Realgymnasium. Grazie alle sue precoci abilità matematiche, fu raccomandato da Abraham Frankel a Sir Arthur Eddington. Frankel era un parente alla lontana e il solo matematico in famiglia; la madre di Hermann combinò un incontro tra il proprio figlio e Sir Eddington, per incoraggiarlo a proseguire nello studio. Eddington lo invitò in Inghilterra per studiare presso il Trinity College. Arrivò a Cambridge nel 1937, in fuga dall'antisemitismo austriaco. Durante l'Anschluss nel 1938 invitò i suoi genitori a rifugiarsi in Svizzera e successivamente a New York.
Durante i primi anni della Seconda guerra mondiale, fu internato presso l'Isola di Man e in Canada come nemico interno. 
Tra gli altri prigionieri incontrò Thomas Gold e Max Perutz. Bondi e Gold furono rilasciati nel 1941 e lavorarono con Fred Hoyle allo sviluppo del radar. Divenne cittadino inglese nel 1946.
Bondi insegnò presso l'Università di Cambridge dal 1945 al 1954.

## Vita e opere
Nel 1948 Bondi, Hoyle e Gold formularono la teoria dello stato stazionario. Questa rimase la teoria dominante fino alla scoperta della radiazione di fondo, portando la teoria rivale a dominare la scena.
Bondi diede il più grande contributo durante gli anni d'oro della teoria della relatività generale, tra il 1960 e il 1975. Fu tra i primi a considerare l'importanza della radiazione gravitazionale, introducendo le coordinate di Bondi, il "calcolo k" e la nozione di "massa di Bondi" e scrivendo influenti articoli sull'argomento. Rese popolare l'argomento della bacchetta che si dice dovuto a Richard Feynman, circa la controversia del trasporto di energia da parte delle onde gravitazionali. 
Un articolo importante del 1947 rinnovò l'interesse nella metrica di Lemaitre-Tolman-Bondi, utilizzata per la soluzione esatta dell'equazione di campo di uno sferoide simmetrico non-omogeneo. 
Bondi contribuì anche alla teoria dell'accrescimento di materia da parte di un gas su di una stella o un buco nero, in collaborazione con Raymond Lyttleton e dando il suo nome all'"accrescimento di Bondi" e al "raggio di Bondi".
Nel 1954 divenne professore presso il King's College di Londra e nel 1985 gli fu conferito il titolo di professore emerito. Fu segretario della Royal Astronomical Society dal 1956 al 1964.
Fu eletto fellow della Royal Society nel 1959 e divenne Knight Commander dell'Ordine del Bagno nel 1973. Ricevette la Einstein Society Gold Medal nel 1983, la medaglia d'oro dell'Institute of Mathematics and its Applications nel 1988, il G.D. Birla International Award for Humanism e la Gold Medal of the Royal Astronomical Society nel 2001.
I suoi rapporti sull'inondazione di Londra del 1953 portarono alla costruzione della diga sul Tamigi.
Figlio di genitori ebrei, dichiarò di "non avere mai sentito il bisogno della religione". È stato presidente della  
British Humanist Association dal 1982 al 1999, e presidente della Rationalist Press Association dal 1982. Si sposò nel 1947 con Christine, una allieva di Fred Hoyle, ed ebbero cinque figli.
Morì a Cambridge nel 2005.